# Talking Heads: 77
Talking Heads: 77 är Talking Heads debutalbum, släppt 1977. Skivan innehöll låten "Psycho Killer" som tog sig in på listorna, och räknas som ett inflytelserikt album för sitt ovanliga sound med vilda tempoväxlingar och experimentellt ljud.

## Låtlista
Samtliga låtar skrivna av David Byrne förutom "Psycho Killer", som han skrev tillsammans med Chris Frantz och Tina Weymouth.
1. "Uh-Oh, Love Comes to Town" - 2:48
2. "New Feeling" - 3:09
3. "Tentative Decisions" - 3:04
4. "Happy Day" - 3:55
5. "Who Is It?" - 1:41
6. "No Compassion" - 4:47
7. "The Book I Read" - 4:06
8. "Don't Worry About the Government" - 3:00
9. "First Week/Last Week ... Carefree" - 3:19
10. "Psycho Killer" (David Byrne/Chris Frantz/Tina Weymouth) - 4:19
11. "Pulled Up" - 4:29

## Medverkande
Talking Heads
- David Byrne – gitarr, sång, produktion
- Chris Frantz – trummor, steel pan, produktion
- Jerry Harrison – gitarr, keyboard, bakgrundssång, produktion
- Tina Weymouth (krediterad som Martina Weymouth) – basgitarr, produktion

Fler musiker
- Arthur Russell – cello på "Psycho Killer" (akustisk version)

Produktion
- Tony Bongiovi – producent
- Joe Gastwirt – mastering
- Lance Quinn – producent
- Mick Rock – fotografi
- Ed Stasium – ingenjör